# Melocactus horridus
Melocactus horridus är en kaktusväxtart som beskrevs av Erich Werdermann. Melocactus horridus ingår i släktet Melocactus och familjen kaktusväxter. Inga underarter finns listade i Catalogue of Life.